# 国王巡察使
国王巡察使（こくおうじゅんさつし、ラテン語: Missus Dominicus ミッシ・ドミニ、またはMissus Regis、独: Königsbote）は、ヨーロッパ初期中世の官職名。 フランク王の代理人として地方に派遣され、地方行政の査察・監督にあたった。

## 概要
メロヴィング朝のフランク王国にも同じ官職が存在しているが、正式に制度化されたのは、カロリング朝のカール大帝の時代である。802年の巡察使勅令が有名であり、フランク王国内を巡察使管区に区分した上で、高給聖職者と俗人貴族をおのおの1名ずつ中央から定期的に派遣し、担当する管区内を年4回巡回させている。これらの巡察使は、巡察使勅命により、国王に報告を提出することになっていた。
そのほか、地方行政・司法および軍事行政など、各分野において伯（グラーフ）の活動を監察する任務を帯びており、伯らによる地方行政機構を補完し、国王大権による強大な権限を有していた（具体的には地方行政のあらゆる分野における監督、官吏への不平の調査、ラント議会の開催、職権的証人訊問権を持つ巡察使裁判所の開設などを行っている）。しかし、カール大帝の死後は漸次衰退してゆき、巡察使の規則的交替も止まり、彼らはそれぞれの管区に定着して、地方的利害を担うようになっていった。

## 訳語
従来の西洋史学において「missi dominici」は「国王巡察使」と訳されてきた。これは、古代日本における類似の制度に倣って「巡察使」の語をあてたものである。一方、歴史学者の菊地重仁は「地方を巡歴する役人という中央集権的な印象を与えるため適切ではない」と指摘しており、自身の著述では「国王使節」との語を用いている。

## 関連人物
- 菊地重仁